# T-ćelijski receptor
T-ćelijski receptor ili TCR je molekul koji se nalazi na površini T limfocita (ili T ćelija). On je odgovoran za prepoznavanje antigena vezanih za molekule glavnog kompleksa histokompatibilnosti (MHC) . Vezivanje TCR-a i antigenena ima nizak afinitet i malu specifičnost. Drugim rečima TCR prepoznaje mnoge antigene.
TCR se sastoji od različitih proteinskih lanaca (on je heterodimer). U 95% T ćelija, on se sastoji od alfa (α) i beta (β) lanca, dok se kod 5% T ćelija sastoji od gama i delta (γ/δ) lanaca.
Kad TCR stupi u kontakt sa antigenom i MHC-om, T limfocit se aktivira kroz seriju biohemijskih događaja posredovanih enzimima, koreceptorima, specijalizovanim pomoćnim molekulima, i aktiviranim ili otpuštenim transkripcionim faktorima.

## Strukturne karakteristike
TCR se nalazi u ćelijskoj membrani. On se sastoji od dva dela, koja formiraju par (ili dimer) proteinskih lanaca. Delovi se nazivaju alfa (α) i beta (β) fragmenti (u γ/δ T ćelijama oni su gama (γ) i delta (δ) fragmenti). Svaki fragment je podeljen u konstantni (C) i varijabilni (V) region. Konstantni region ima kraj koji je učvršćen u ćelijskoj membrani. Varijabilni region je na spoljašnjoj strani i vezuje se HLA molekul i antigen koji on prezentira. Na α lancu, promenljivi region se naziva Vα, a konstantni Cα; na β lancu, oni se nazivaju Vβ i Cβ, respektivno.
TCR struktura je veoma slična sa imunoglobulinskim  fragmentima, koji su regioni definisani kao kombinacija lakog i teškog lanca ruke antitela. Svaki TCR lanac je član imunoglobulinske superfamilije i poseduje N-terminalni imunoglobulinski (Ig) varijabilni (V) domen, jedan Ig konstantan (C) domen, transmembranski region, i kratki citoplazmatični rep na C-terminalnom kraju.
Varijabilni domen oba TCR α-lanca i β-lanac imaju tri hipervarijabilna regiona koji određuju komplementarnost (CDR). Varijabilni region β-lanca ima dodatnu oblast hipervarijabilnosti (HV4) koja normalno ne dolazi u kontakt sa antigenom i stoga se ne smatra CDR-om.

## Literatura
- Charles Janeway;  . (2005). Immunobiology. (6th изд.). Garland Science. ISBN 978-0-443-07310-6.
- Thomas J. Kindt; Richard A. Goldsby; Barbara Anne Osborne; Janis Kuby (2007). Kuby immunology. Macmillan. стр. 223—. ISBN 978-1-4292-0211-4. Приступљено 28. 11. 2010.

## Spoljašnje veze
- orijentacija proteina u membranama protein/pdbid-2hac - Zeta-zeta dimer T ćelijskog receptora
- T-Cell+Receptor на 